# Trufla biała

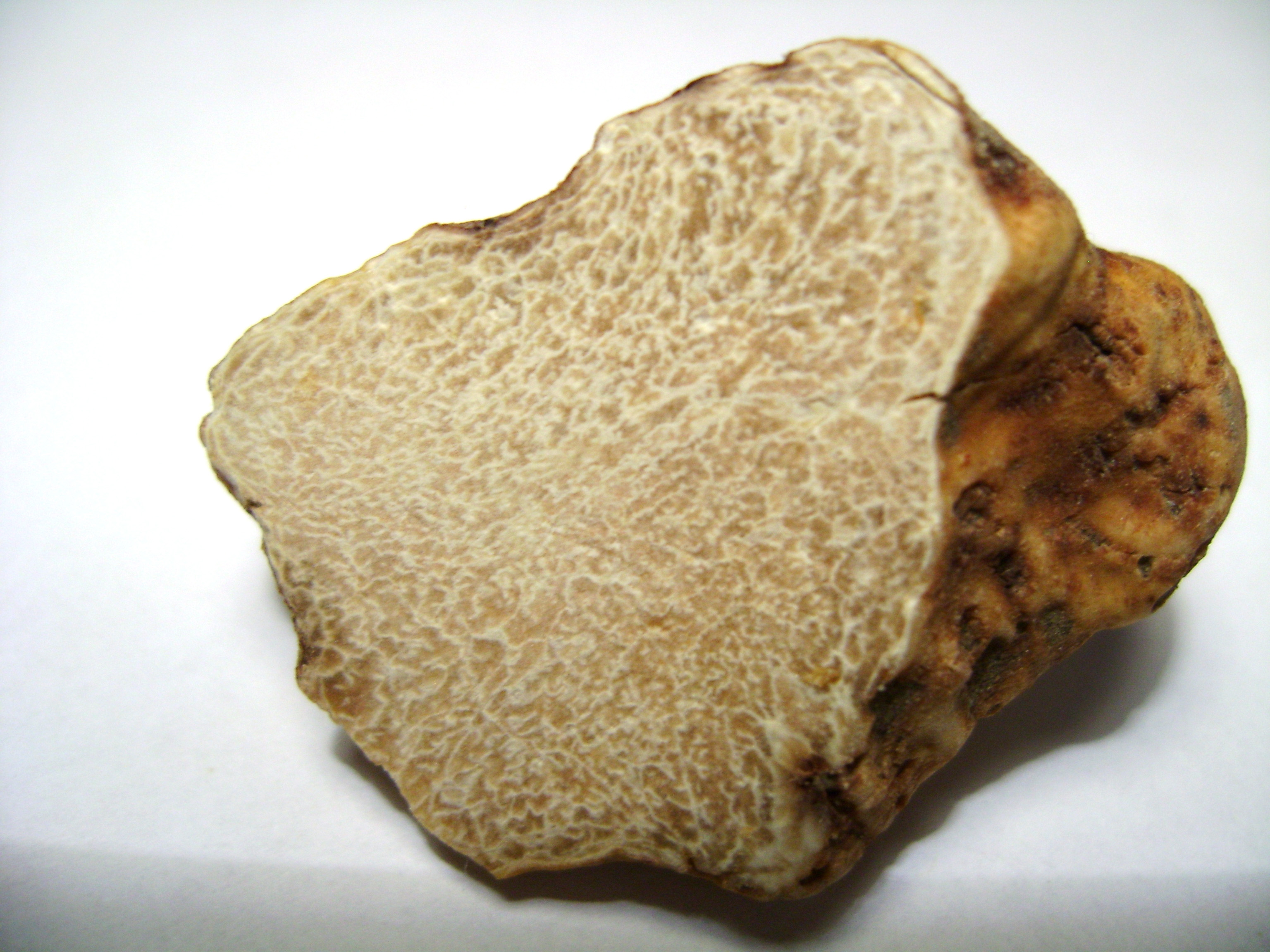

Trufla biała, trufla piemoncka (Tuber magnatum Picco) – gatunek grzybów należący do rodziny truflowatych (Tuberaceae). W Polsce nie występuje. 
Rodzimy obszar występowania trufli białej to Piemont. Jest to także główny ośrodek zbioru wszystkich trufli w całych Włoszech. 

## Systematyka i nazewnictwo
Pozycja w klasyfikacji według Index Fungorum: Tuber, Tuberaceae, Pezizales, Pezizomycetidae, Pezizomycetes, Pezizomycotina, Ascomycota, Fungi.
Synonimy nazwy naukowej:
- Choiromyces gangliodes f. magnatum (Picco) Zobel 1854
- Tuber magnatum Picco 1788, var. magnatum
- Tuber magnatum var. vittadinii Daprati 2007

## Morfologia
Owocnik
Niekształtny, w przybliżeniu kulisty, wielkości 3–8 cm. Okrywa o gładkiej (miejscami szorstkiej) powierzchni, barwy białawożółtawej, jasnobeżowej lub ochrowożółtawej, czasami z lekkim zielonym odcieniem. Obłocznia u młodych owocników biaława, potem cielistoczerwonawa z białymi żyłkami na przekroju. Miąższ o intensywnej woni przypominającej szczypiorek.
Zarodniki
Elipsoidalne, niemal kuliste, o wymiarach 25–50 × 20–40 μm, o powierzchni szerokosiatkowanej, graniastej

## Siedlisko
Organizm mikoryzowy, rozwijający się w glebie i wytwarzający bulwiaste, podziemne owocniki (askokarpy). Rozwija się pośród drzew liściastych: dębów, wierzb, lip i topoli, na wapiennych glebach.

## Znaczenie
Owocniki Tuber magnatum są jadalne, opisywane jako grzyby o wspaniałym aromacie, co najmniej tak cenne jak trufle czarnozarodnikowe, czy nawet najcenniejsze wśród trufli.